# Постраш (Бобруйский район)
Постраш (бел. Постраш) — деревня в составе Ковалевского сельсовета Бобруйского района Могилёвской области Республики Беларусь.

## Население
- 1999 год — 105 человек
- 2010 год — 45 человек